# IC 4875
IC 4875 — галактика типу Im/P () у сузір'ї Телескоп.
Цей об'єкт міститься в оригінальній редакції індексного каталогу.